# Lastovo
Lastovo (italsky Lagosta) je chorvatský ostrov v Jaderském moři, asi 14 km jižně od Korčuly. Na ostrově se nachází vesnice Lastovo s asi 450 obyvateli a menší sídla Uble, Pasadur, Zaklopatica, Skrivena Luka a Lučica. Od roku 2006 je Lastovo spolu s přilehlými ostrůvky chráněno jako přírodní park (park prirode Lastovsko otočje) .